# Championnat du monde junior de hockey sur glace 2016
Navigation
Canada 2015 Canada 2017
Le Championnat du monde junior de hockey sur glace 2016 est la 40e édition de cette compétition de hockey sur glace junior organisée par la Fédération internationale de hockey sur glace (IIHF).
Le tournoi de la Division Élite, regroupant les meilleures nations, a lieu  du 26 décembre 2015 au 5 janvier 2016 à Helsinki en Finlande. Les cinq divisions inférieures sont disputées indépendamment du groupe Élite.

## Format de la compétition
Le Championnat du monde junior de hockey sur glace est un ensemble de plusieurs tournois regroupant les nations en fonction de leur niveau. Les meilleures équipes disputent le titre dans la Division Élite.

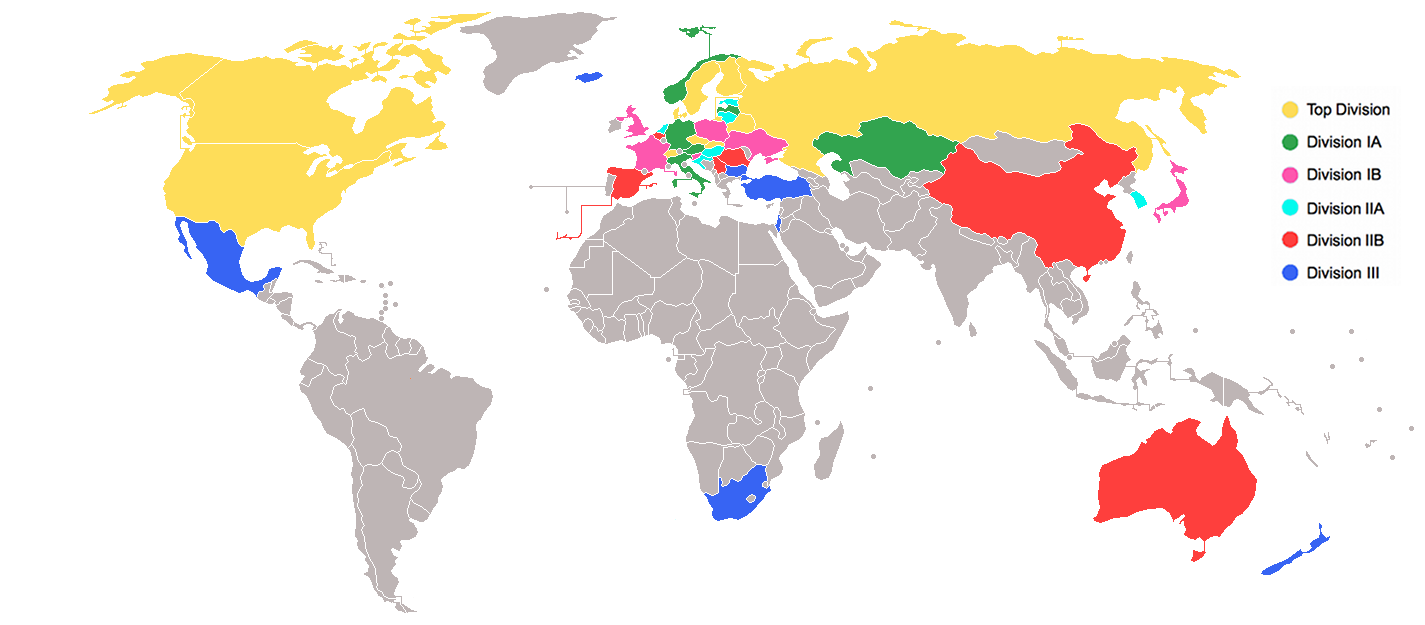
Pays participant au Championnat du monde junior de hockey sur glace 2016.

Les 10 équipes de la Division Élite sont scindées en deux poules de 5 où elles disputent un tour préliminaire. Les 4 meilleures sont qualifiées pour les quarts de finale. Les derniers de chaque poule s'affrontent dans un tour de relégation, au meilleur des 3 matches. Le perdant est relégué en Division I A.
Pour les autres divisions qui comptent 6 équipes (sauf la Division III qui en compte 7), les équipes s’affrontent entre elles et, à l'issue de cette compétition, le premier est promu dans la division supérieure et le dernier est relégué dans la division inférieure.
Lors des phases de poule, les points sont attribués ainsi :
- victoire : 3 points ;
- victoire en prolongation ou aux tirs de fusillade : 2 points ;
- défaite en prolongation ou aux tirs de fusillade : 1 point ;
- défaite : 0 point.

## Joueurs pouvant prendre part à la compétition
Un joueur est éligible pour participer à la compétition si :
- il est de sexe masculin ;
- il est né au plus tôt en 1996, et au plus tard, en 2001 ;
- il est un citoyen du pays qu'il représente ;
- il dépend d'une association nationale qui est membre de l'IIHF.

## Division Élite

### Lieu de la compétition
| Hartwall Arena    | Helsingin Jäähalli |
|                   |                    |
| Capacité : 13 506 | Capacité : 8 200   |

### Tour préliminaire

#### Groupe A
| 26 décembre 2015 | Suisse | 3-8 (1-3, 1-3, 1-2) | Suède | Helsingin Jäähalli 5 600 spectateurs |

| Feuille de match                                                     | Feuille de match                                                                                                 | Feuille de match                            | Feuille de match | Feuille de match                                                                       |
| -------------------------------------------------------------------- | --- | ------------------------------------------- | --- | -------------------------------------------------------------------------------------- |
|                                                                      | - Kessler (Malgin, Glauser) — 17 min 23 s - Rod (Harlacher, Malgin) — 27 min 11 s - Kessler — 51 min 57 s (IN) - | 0-1 0-2 1-2 1-3 1-4 1-5 2-5 2-6 2-7 3-7 3-8 | W. Nylander (A. Nylander, Timachov) — 1 min 21 s Lindblom (Holmström, Kempe) — 10 min 17 s - Timachov (A. Nylander) — 19 min 31 s (SN) Timachov (Pettersson, Carlsson) — 21 min 48 s (SN) Asplund (Carlsson, Pettersson) — 24 min 17 s - Forsbacka Karlsson (Lagesson) — 32 min 50 s Larsson (A. Nylander, Holmström) — 42 min 34 s - Asplund (A. Nylander) — 56 min 40 s | Arbitrage : Andris Ansons Vladimir Pesina Juges de lignes : Pasi Nieminen Brian Oliver |
| Gauthier Descloux (32 min 50 s) Joren van Pottelberghe (27 min 10 s) | Gardiens | Linus Söderström                            | | Arbitrage : Andris Ansons Vladimir Pesina Juges de lignes : Pasi Nieminen Brian Oliver |
| 60 min                                                               | Pénalités | 10 min                                      | | Arbitrage : Andris Ansons Vladimir Pesina Juges de lignes : Pasi Nieminen Brian Oliver |
| 18                                                                   | Tirs | 39                                          | | Arbitrage : Andris Ansons Vladimir Pesina Juges de lignes : Pasi Nieminen Brian Oliver |

| 26 décembre 2015 | États-Unis | 4-2 (0-0, 1-1, 3-1) | Canada | Helsingin Jäähalli 6 112 spectateurs |

| Feuille de match | Feuille de match | Feuille de match        | Feuille de match                                                                         | Feuille de match                                                                           |
| ---------------- | --- | ----------------------- | ---------------------------------------------------------------------------------------- | ------------------------------------------------------------------------------------------ |
|                  | - White (Milano, Dvorak) — 36 min 33 s Werenski (Matthews, Tkachuk) — 47 min 22 s (SN) - Belpedio (Borgen, White) — 56 min 42 s Matthews — 57 min 23 s | 0-1 1-1 2-1 2-2 3-2 4-2 | Barzal (Chartier, Gauthier) — 25 min 6 s - Strome (Marner, Dermott) — 50 min 45 s (SN) - | Arbitrage : Mikael Nord Aleksi Rantala Juges de lignes : Aleksandr Otmakhov Hannu Sormunen |
| Alex Nedeljkovic | Gardiens | Mason McDonald          |                                                                                          | Arbitrage : Mikael Nord Aleksi Rantala Juges de lignes : Aleksandr Otmakhov Hannu Sormunen |
| 27 min           | Pénalités | 4 min                   |                                                                                          | Arbitrage : Mikael Nord Aleksi Rantala Juges de lignes : Aleksandr Otmakhov Hannu Sormunen |
| 25               | Tirs | 27                      |                                                                                          | Arbitrage : Mikael Nord Aleksi Rantala Juges de lignes : Aleksandr Otmakhov Hannu Sormunen |

| 27 décembre 2015 | Danemark | 2-1 (0-1, 0-0, 2-0) | Suisse | Helsingin Jäähalli 1 596 spectateurs |

| Feuille de match | Feuille de match                                                                           | Feuille de match       | Feuille de match                       | Feuille de match                                                                                      |
| ---------------- | ------------------------------------------------------------------------------------------ | ---------------------- | -------------------------------------- | --- |
|                  | - Nielsen (K. Jensen, Røndbjerg) — 41 min 17 s From (True, Krag Christensen) — 46 min 20 s | 0-1 1-1 2-1            | Rod (Harlacher, Karrer) — 8 min 21 s - | Arbitrage : Alekseï Anissimov Christopher Pitoscia Juges de lignes : Matjaz Hribar Alexander Waldejer |
| Thomas Lillie    | Gardiens                                                                                   | Joren van Pottelberghe |                                        | Arbitrage : Alekseï Anissimov Christopher Pitoscia Juges de lignes : Matjaz Hribar Alexander Waldejer |
| 25 min           | Pénalités                                                                                  | 4 min                  |                                        | Arbitrage : Alekseï Anissimov Christopher Pitoscia Juges de lignes : Matjaz Hribar Alexander Waldejer |
| 22               | Tirs                                                                                       | 23                     |                                        | Arbitrage : Alekseï Anissimov Christopher Pitoscia Juges de lignes : Matjaz Hribar Alexander Waldejer |

| 28 décembre 2015 | Suède | 1-0 (0-0, 1-0, 0-0) | États-Unis | Helsingin Jäähalli 5 415 spectateurs |

| Feuille de match | Feuille de match                               | Feuille de match | Feuille de match | Feuille de match                                                                                             |
| ---------------- | ---------------------------------------------- | ---------------- | ---------------- | --- |
|                  | A. Nylander (Timachov, Carlsson) — 22 min 41 s | 1-0              | -                | Arbitrage : Daniel Piechaczek Jean-Philippe Sylvain Juges de lignes : Nicolas Chartrand-Piché Hannu Sormunen |
| Linus Söderström | Gardiens                                       | Alex Nedeljkovic |                  | Arbitrage : Daniel Piechaczek Jean-Philippe Sylvain Juges de lignes : Nicolas Chartrand-Piché Hannu Sormunen |
| 16 min           | Pénalités                                      | 12 min           |                  | Arbitrage : Daniel Piechaczek Jean-Philippe Sylvain Juges de lignes : Nicolas Chartrand-Piché Hannu Sormunen |
| 23               | Tirs                                           | 46               |                  | Arbitrage : Daniel Piechaczek Jean-Philippe Sylvain Juges de lignes : Nicolas Chartrand-Piché Hannu Sormunen |

| 28 décembre 2015 | Canada | 6-1 (1-1, 4-0, 1-0) | Danemark | Helsingin Jäähalli 5 891 spectateurs |

| Feuille de match | Feuille de match | Feuille de match            | Feuille de match                        | Feuille de match                                                                   |
| ---------------- | --- | --------------------------- | --------------------------------------- | ---------------------------------------------------------------------------------- |
|                  | - Beauvillier (Barzal, Chartier) — 13 min 52 s Quenneville (Marner, Fleury) — 21 min 14 s Barzal (Chabot, Hicketts) — 25 min 3 s (SN) Crouse (Konecny, Dermott) — 25 min 54 s Marner (Strome, Point) — 31 min 30 s Strome (Point) — 49 min 32 s (SN) | 0-1 1-1 2-1 3-1 4-1 5-1 6-1 | From (True, Krogsgaard) — 12 min 49 s - | Arbitrage : Daniel Konc Marc Wiegand Juges de lignes : Roman Kaderli Pasi Nieminen |
| Mason McDonald   | Gardiens | Mathias Seldrup             |                                         | Arbitrage : Daniel Konc Marc Wiegand Juges de lignes : Roman Kaderli Pasi Nieminen |
| 4 min            | Pénalités | 10 min                      |                                         | Arbitrage : Daniel Konc Marc Wiegand Juges de lignes : Roman Kaderli Pasi Nieminen |
| 58               | Tirs | 11                          |                                         | Arbitrage : Daniel Konc Marc Wiegand Juges de lignes : Roman Kaderli Pasi Nieminen |

| 29 décembre 2015 | Suisse | 2-3 (TB) (2-1, 0-1, 0-0, 0-0, 0-1) | Canada | Helsingin Jäähalli 3 522 spectateurs |

| Feuille de match       | Feuille de match                                                            | Feuille de match    | Feuille de match                                                                            | Feuille de match                                                                          |
| ---------------------- | --------------------------------------------------------------------------- | ------------------- | ------------------------------------------------------------------------------------------- | ----------------------------------------------------------------------------------------- |
|                        | Riat (Rod, Malgin) — 2 min 12 s (SN) Meyer (Forrer, Privet) — 15 min 37 s - | 1-0 2-0 2-1 2-2 2-3 | - Strome (Chabot, Crouse) — 19 min 37 s Hicketts (Crouse) — 32 min 17 s Point — 65 min (TB) | Arbitrage : Stefan Fonselius Mikael Nord Juges de lignes : Henrik Pihlbald Hannu Sormunen |
| Joren van Pottelberghe | Gardiens                                                                    | MacKenzie Blackwood |                                                                                             | Arbitrage : Stefan Fonselius Mikael Nord Juges de lignes : Henrik Pihlbald Hannu Sormunen |
| 8 min                  | Pénalités                                                                   | 4 min               |                                                                                             | Arbitrage : Stefan Fonselius Mikael Nord Juges de lignes : Henrik Pihlbald Hannu Sormunen |
| 25                     | Tirs                                                                        | 35                  |                                                                                             | Arbitrage : Stefan Fonselius Mikael Nord Juges de lignes : Henrik Pihlbald Hannu Sormunen |

| 30 décembre 2015 | Suède | 5-0 (2-0, 1-0, 2-0) | Danemark | Helsingin Jäähalli 4 193 spectateurs |

| Feuille de match | Feuille de match | Feuille de match    | Feuille de match | Feuille de match                                                                                |
| ---------------- | --- | ------------------- | ---------------- | ----------------------------------------------------------------------------------------------- |
|                  | Kempe (Lindblom) — 13 s Forsling (Forsbacka Karlsson) — 10 min 22 s (SN) Lindblom (Holmström, Ollas Mattsson) — 37 min 17 s Lagesson (Ehn, Lööke) — 50 min 2 s A. Nylander (Asplund, Larsson) — 55 min 55 s | 1-0 2-0 3-0 4-0 5-0 | -                | Arbitrage : Aleksi Rantala Marc Wiegand Juges de lignes : Aleksandr Otmakhov Alexander Waldejer |
| Felix Sandström  | Gardiens | Thomas Lillie       |                  | Arbitrage : Aleksi Rantala Marc Wiegand Juges de lignes : Aleksandr Otmakhov Alexander Waldejer |
| 4 min            | Pénalités | 10 min              |                  | Arbitrage : Aleksi Rantala Marc Wiegand Juges de lignes : Aleksandr Otmakhov Alexander Waldejer |
| 48               | Tirs | 9                   |                  | Arbitrage : Aleksi Rantala Marc Wiegand Juges de lignes : Aleksandr Otmakhov Alexander Waldejer |

| 30 décembre 2015 | États-Unis | 10-1 (6-0, 4-1, 0-0) | Suisse | Helsingin Jäähalli 3 701 spectateurs |

| Feuille de match                                               | Feuille de match | Feuille de match                                                  | Feuille de match                   | Feuille de match                                                                      |
| -------------------------------------------------------------- | --- | ----------------------------------------------------------------- | ---------------------------------- | ------------------------------------------------------------------------------------- |
|                                                                | Dvorak (Werenski, Milano) — 7 min 23 s Matthews (Tkachuk, White) — 8 min 26 s Carlo (Werenski) — 10 min 13 s Werenski (Dvorak, Milano) — 12 min 59 s Matthews (Tkachuk) — 15 min 10 s Schmaltz (Hitchcock, Boeser) — 16 min 33 s - Tkachuk (Matthews) — 22 min 12 s Matthews (Schmaltz, White) — 28 min 9 s (SN) White (Dvorak) — 29 min (IN) Donato — 30 min 58 s | 1-0 2-0 3-0 4-0 5-0 6-0 6-1 7-1 8-1 9-1 10-1                      | - Meier (Hischier) — 21 min 26 s - | Arbitrage : Daniel Konc Daniel Piechaczek Juges de lignes : Rene Jensen Pasi Nieminen |
| Alex Nedeljkovic (28 min 09 s) Brandon Halverson (31 min 51 s) | Gardiens | Joren van Pottelberghe (15 min 10 s) Ludovic Waeber (44 min 50 s) |                                    | Arbitrage : Daniel Konc Daniel Piechaczek Juges de lignes : Rene Jensen Pasi Nieminen |
| 6 min                                                          | Pénalités | 14 min                                                            |                                    | Arbitrage : Daniel Konc Daniel Piechaczek Juges de lignes : Rene Jensen Pasi Nieminen |
| 33                                                             | Tirs | 28                                                                |                                    | Arbitrage : Daniel Konc Daniel Piechaczek Juges de lignes : Rene Jensen Pasi Nieminen |

| 31 décembre 2015 | Danemark | 1-4 (1-1, 0-1, 0-2) | États-Unis | Helsingin Jäähalli 5 128 spectateurs |

| Feuille de match | Feuille de match       | Feuille de match    | Feuille de match | Feuille de match                                                                                     |
| ---------------- | ---------------------- | ------------------- | --- | --- |
|                  | Lassen — 10 min 14 s - | 1-0 1-1 1-2 1-3 1-4 | - Matthews (White, Tkachuk) — 17 min 4 s Milano (Belpedio) — 24 min 2 s White (Tkachuk, Matthews) — 45 min 40 s Bjork (Milano, Fortunato) — 47 min 43 s (SN) | Arbitrage : Stefan Fonselius Brett Iverson Juges de lignes : Nicolas Chartrand-Piché Henrik Pihlbald |
| Mathias Seldrup  | Gardiens               | Brandon Halverson   | | Arbitrage : Stefan Fonselius Brett Iverson Juges de lignes : Nicolas Chartrand-Piché Henrik Pihlbald |
| 6 min            | Pénalités              | 2 min               | | Arbitrage : Stefan Fonselius Brett Iverson Juges de lignes : Nicolas Chartrand-Piché Henrik Pihlbald |
| 17               | Tirs                   | 44                  | | Arbitrage : Stefan Fonselius Brett Iverson Juges de lignes : Nicolas Chartrand-Piché Henrik Pihlbald |

| 31 décembre 2015 | Canada | 2-5 (1-2, 0-1, 1-2) | Suède | Helsingin Jäähalli 7 003 spectateurs |

| Feuille de match    | Feuille de match                                                                     | Feuille de match | Feuille de match | Feuille de match                                                                           |
| ------------------- | ------------------------------------------------------------------------------------ | ---------------- | --- | ------------------------------------------------------------------------------------------ |
|                     | - Stephens (Chabot) — 15 min 51 s - Marner (Hicketts, Strome) — 54 min 10 s (2 SN) - | 0-1 0-2 1-2      | A. Nylander (Asplund, Timachov) — 4 min 37 s (SN) Forsling (A. Nylander, Kempe) — 7 min 8 s (SN) - Kempe (Holmström, Forsling) — 33 min 38 s (SN) Karlsson (Carlsson, Lööke) — 47 min 9 s - Asplund (Englund) — 59 min 49 s (CV) | Arbitrage : Alekseï Anissimov Vladimir Pesina Juges de lignes : Pasi Nieminen Brian Oliver |
| MacKenzie Blackwood | Gardiens                                                                             | Linus Söderström | | Arbitrage : Alekseï Anissimov Vladimir Pesina Juges de lignes : Pasi Nieminen Brian Oliver |
| 20 min              | Pénalités                                                                            | 14 min           | | Arbitrage : Alekseï Anissimov Vladimir Pesina Juges de lignes : Pasi Nieminen Brian Oliver |
| 24                  | Tirs                                                                                 | 32               | | Arbitrage : Alekseï Anissimov Vladimir Pesina Juges de lignes : Pasi Nieminen Brian Oliver |

| Clt   | Équipe     | PJ | V | VP | D | DP | BP | BC | Diff | Pts |
| ----- | ---------- | -- | - | -- | - | -- | -- | -- | ---- | --- |
| +001, | Suède      | 4  | 4 | 0  | 0 | 0  | 19 | 5  | +14  | 12  |
| +002, | États-Unis | 4  | 3 | 0  | 1 | 0  | 18 | 5  | +13  | 9   |
| +003, | Canada     | 4  | 1 | 1  | 2 | 0  | 13 | 12 | +1   | 5   |
| +004, | Danemark   | 4  | 1 | 0  | 3 | 0  | 4  | 16 | -12  | 3   |
| +005, | Suisse     | 4  | 0 | 0  | 3 | 1  | 7  | 23 | -16  | 1   |

- Qualifiés pour les quarts de finale

#### Groupe B
| 26 décembre 2015 | Tchéquie | 1-2 (TB) (0-0, 1-0, 0-1, 0-0, 0-1) | Russie | Hartwall Arena 10 106 spectateurs |

| Feuille de match | Feuille de match            | Feuille de match     | Feuille de match                                                    | Feuille de match                                                                                         |
| ---------------- | --------------------------- | -------------------- | ------------------------------------------------------------------- | --- |
|                  | Špaček — 33 min 54 s (TP) - | 1-0 1-1 1-2          | - Laouta (Fazleïev, Dergatchiov) — 49 min 9 s Lazarev — 65 min (TB) | Arbitrage : Stefan Fonselius Daniel Piechaczek Juges de lignes : Nicolas Chartrand-Piché Henrik Pihlblad |
| Vít Vaněček      | Gardiens                    | Aleksandr Gueorguiev |                                                                     | Arbitrage : Stefan Fonselius Daniel Piechaczek Juges de lignes : Nicolas Chartrand-Piché Henrik Pihlblad |
| 27 min           | Pénalités                   | 6 min                |                                                                     | Arbitrage : Stefan Fonselius Daniel Piechaczek Juges de lignes : Nicolas Chartrand-Piché Henrik Pihlblad |
| 25               | Tirs                        | 22                   |                                                                     | Arbitrage : Stefan Fonselius Daniel Piechaczek Juges de lignes : Nicolas Chartrand-Piché Henrik Pihlblad |

| 26 décembre 2015 | Finlande | 6-0 (0-0, 1-0, 5-0) | Biélorussie | Hartwall Arena 12 222 spectateurs |

| Feuille de match  | Feuille de match | Feuille de match                                               | Feuille de match | Feuille de match                                                                          |
| ----------------- | --- | -------------------------------------------------------------- | ---------------- | ----------------------------------------------------------------------------------------- |
|                   | Puljujärvi (Aho) — 37 min 14 s Laine (Puljujärvi, Juolevi) — 41 min 33 s Niku (Siikonen, Björkqvist) — 45 min 46 s Puljujärvi (Juolevi, Aho) — 47 min 26 s (SN) Repo (Saarela) — 53 min 4 s Rantanen (Aho, Mikkola) — 59 min 40 s (IN + CV) | 1-0 2-0 3-0 4-0 5-0 6-0                                        | -                | Arbitrage : Daniel Konc Jean-Philippe Sylvain Juges de lignes : Matjaz Hribar Rene Jensen |
| Veini Vehviläinen | Gardiens | Ivan Koulbakov (47 min 26 s) Vladislav Verbitski (12 min 25 s) |                  | Arbitrage : Daniel Konc Jean-Philippe Sylvain Juges de lignes : Matjaz Hribar Rene Jensen |
| 8 min             | Pénalités | 18 min                                                         |                  | Arbitrage : Daniel Konc Jean-Philippe Sylvain Juges de lignes : Matjaz Hribar Rene Jensen |
| 37                | Tirs | 10                                                             |                  | Arbitrage : Daniel Konc Jean-Philippe Sylvain Juges de lignes : Matjaz Hribar Rene Jensen |

| 27 décembre 2015 | Biélorussie | 2-4 (1-1, 1-1, 0-2) | Slovaquie | Hartwall Arena 1 472 spectateurs |

| Feuille de match                                              | Feuille de match                                                                                        | Feuille de match        | Feuille de match | Feuille de match                                                                      |
| ------------------------------------------------------------- | --- | ----------------------- | --- | ------------------------------------------------------------------------------------- |
|                                                               | - Malinovski (Tchernikov, Souchko) — 11 min 33 s Vassiltchouk (Belevitch, Karaban) — 22 min 21 s (SN) - | 0-1 1-1 2-1 2-2 2-3 2-4 | Koch (Sukeľ, Šiška) — 6 min 56 s - Lestan (Surovy) — 32 min 28 s Hrusik (Paločko) — 40 min 19 s Šiška — 59 min 41 s (CV) | Arbitrage : Stefan Fonselius Marc Wiegand Juges de lignes : Rene Jensen Roman Kaderli |
| Ivan Koulbakov (52 min 10 s) Vladislav Verbitski (7 min 14 s) | Gardiens                                                                                                | Adam Húska              | | Arbitrage : Stefan Fonselius Marc Wiegand Juges de lignes : Rene Jensen Roman Kaderli |
| 10 min                                                        | Pénalités                                                                                               | 4 min                   | | Arbitrage : Stefan Fonselius Marc Wiegand Juges de lignes : Rene Jensen Roman Kaderli |
| 26                                                            | Tirs | 39                      | | Arbitrage : Stefan Fonselius Marc Wiegand Juges de lignes : Rene Jensen Roman Kaderli |

| 28 décembre 2015 | Slovaquie | 0-2 (0-0, 0-1, 0-1) | Tchéquie | Hartwall Arena 8 998 spectateurs |

| Feuille de match | Feuille de match | Feuille de match | Feuille de match                                                          | Feuille de match                                                                                 |
| ---------------- | ---------------- | ---------------- | ------------------------------------------------------------------------- | ------------------------------------------------------------------------------------------------ |
|                  | -                | 0-1 0-2          | Pastrňák (Zbořil, Kaše) — 36 min 58 s (SN) Lakatoš (Hronek) — 51 min 55 s | Arbitrage : Andris Ansons Aleksi Rantala Juges de lignes : Aleksandr Otmakhov Alexander Waldejer |
| Adam Húska       | Gardiens         | Vít Vaněček      |                                                                           | Arbitrage : Andris Ansons Aleksi Rantala Juges de lignes : Aleksandr Otmakhov Alexander Waldejer |
| 6 min            | Pénalités        | 4 min            |                                                                           | Arbitrage : Andris Ansons Aleksi Rantala Juges de lignes : Aleksandr Otmakhov Alexander Waldejer |
| 18               | Tirs             | 34               |                                                                           | Arbitrage : Andris Ansons Aleksi Rantala Juges de lignes : Aleksandr Otmakhov Alexander Waldejer |

| 28 décembre 2015 | Russie | 6-4 (1-2, 4-1, 1-1) | Finlande | Hartwall Arena 12 526 spectateurs |

| Feuille de match     | Feuille de match | Feuille de match                        | Feuille de match | Feuille de match                                                                              |
| -------------------- | --- | --------------------------------------- | --- | --------------------------------------------------------------------------------------------- |
|                      | - Kaprizov (Provorov, Lazarev) — 6 min 10 s (SN) - Svetlakov (Korchkov, Voronkov) — 28 min 48 s (IN) Kraskovski (Korchkov, Jouldikov) — 32 min 29 s (SN) Kamenev (Kaprizov, Lazarev) — 35 min 28 s (SN) Polounine (Korchkov) — 36 min 5 s - Fazleïev (Provorov, Laouta) — 53 min 48 s | 0-1 1-1 1-2 1-3 2-3 3-3 4-3 5-3 5-4 6-4 | Aho (Puljujärvi, Laine) — 4 min 13 s - Laine (Puljujärvi, Keskitalo) — 18 min 53 s Saarela (Puljujärvi, Laine) — 20 min 53 s (SN) - Saarela (Nättinen) — 41 min 18 s - | Arbitrage : Brett Iverson Christopher Pitoscia Juges de lignes : Brian Oliver Henrik Pihlbald |
| Aleksandr Gueorguiev | Gardiens | Veini Vehviläinen                       | | Arbitrage : Brett Iverson Christopher Pitoscia Juges de lignes : Brian Oliver Henrik Pihlbald |
| 12 min               | Pénalités | 12 min                                  | | Arbitrage : Brett Iverson Christopher Pitoscia Juges de lignes : Brian Oliver Henrik Pihlbald |
| 25                   | Tirs | 32                                      | | Arbitrage : Brett Iverson Christopher Pitoscia Juges de lignes : Brian Oliver Henrik Pihlbald |

| 29 décembre 2015 | Biélorussie | 1-4 (0-3, 0-0, 1-1) | Russie | Hartwall Arena 2 342 spectateurs |

| Feuille de match    | Feuille de match                      | Feuille de match    | Feuille de match | Feuille de match                                                                      |
| ------------------- | ------------------------------------- | ------------------- | --- | ------------------------------------------------------------------------------------- |
|                     | - Patsenkine (Bousko) — 46 min 14 s - | 0-1 0-2 0-3 1-3 1-4 | Lazarev (Kamenev, Kaprizov) — 10 min (SN) Polounine (Kraskovski, Korchkov) — 15 min 42 s (SN) Kamenev (Provorov, Lazarev) — 18 min 19 s - Polounine (Korchkov, Jouldikov) — 47 min 41 s | Arbitrage : Andris Ansons Vladimir Pesina Juges de lignes : Matjaz Hribar Rene Jensen |
| Vladislav Verbitski | Gardiens                              | Ilia Samsonov       | | Arbitrage : Andris Ansons Vladimir Pesina Juges de lignes : Matjaz Hribar Rene Jensen |
| 6 min               | Pénalités                             | 6 min               | | Arbitrage : Andris Ansons Vladimir Pesina Juges de lignes : Matjaz Hribar Rene Jensen |
| 18                  | Tirs                                  | 32                  | | Arbitrage : Andris Ansons Vladimir Pesina Juges de lignes : Matjaz Hribar Rene Jensen |

| 30 décembre 2015 | Tchéquie | 5-3 (1-0, 1-3, 3-0) | Biélorussie | Hartwall Arena 8 456 spectateurs |

| Feuille de match | Feuille de match | Feuille de match                | Feuille de match | Feuille de match                                                                                        |
| ---------------- | --- | ------------------------------- | --- | --- |
|                  | Stránský — 15 min 39 s - Lakatoš (Pastrňák, Hronek) — 32 min 26 s - Smejkal (Špaček, Ordoš) — 52 min 6 s Veselý (Špaček) — 54 min 20 s Mašín (Smejkal) — 59 min 40 s (CV) | 1-0 1-1 1-2 2-2 2-3 3-3 4-3 5-3 | - Falkovski (Tchernikov, Karaban) — 20 min 43 s Iegor Charangovitch (Karaban, Falkovski) — 30 min 26 s (SN) - Gontcharov (Karaban) — 37 min 31 s (SN) - | Arbitrage : Brett Iverson Jean-Philippe Sylvain Juges de lignes : Nicolas Chartrand-Piché Roman Kaderli |
| Vít Vaněček      | Gardiens | Ivan Koulbakov                  | | Arbitrage : Brett Iverson Jean-Philippe Sylvain Juges de lignes : Nicolas Chartrand-Piché Roman Kaderli |
| 4 min            | Pénalités | 2 min                           | | Arbitrage : Brett Iverson Jean-Philippe Sylvain Juges de lignes : Nicolas Chartrand-Piché Roman Kaderli |
| 49               | Tirs | 24                              | | Arbitrage : Brett Iverson Jean-Philippe Sylvain Juges de lignes : Nicolas Chartrand-Piché Roman Kaderli |

| 30 décembre 2015 | Slovaquie | 3-8 (2-1, 0-2, 1-5) | Finlande | Hartwall Arena 12 723 spectateurs |

| Feuille de match                                          | Feuille de match | Feuille de match                            | Feuille de match | Feuille de match                                                                                |
| --------------------------------------------------------- | --- | ------------------------------------------- | --- | ----------------------------------------------------------------------------------------------- |
|                                                           | Sukeľ (Paločko, Sloboda) — 9 min 50 s (SN) Bondra (Romančík, Surovy) — 11 min 55 s - Maier (Sukeľ, Jaroš) — 45 min 27 s (SN) - | 1-0 2-0 2-1 2-2 2-3 2-4 2-5 3-5 3-6 3-7 3-8 | - Aho (Laine, Puljujärvi) — 15 min 15 s (SN) Saarela (Juolevi, Puljujärvi) — 34 min 7 s (SN) Hintz (Saarijärvi, Rantanen) — 38 min 22 s Puljujärvi (Laine) — 40 min 28 s Aho (Puljujärvi, Juolevi) — 42 min 41 s (SN) - Laine (Aho) — 51 min 52 s Kapanen (Saarijärvi, Hintz) — 52 min 30 s (SN) Björkqvist (Saarijärvi, Siikonen) — 57 min 42 s | Arbitrage : Alekseï Anissimov Christopher Pitoscia Juges de lignes : Matjaz Hribar Brian Oliver |
| Adam Húska (52 min 30 s) Stanislav Škorvánek (7 min 30 s) | Gardiens | Kaapo Kähkönen                              | | Arbitrage : Alekseï Anissimov Christopher Pitoscia Juges de lignes : Matjaz Hribar Brian Oliver |
| 18 min                                                    | Pénalités | 8 min                                       | | Arbitrage : Alekseï Anissimov Christopher Pitoscia Juges de lignes : Matjaz Hribar Brian Oliver |
| 28                                                        | Tirs | 48                                          | | Arbitrage : Alekseï Anissimov Christopher Pitoscia Juges de lignes : Matjaz Hribar Brian Oliver |

| 31 décembre 2015 | Russie | 2-1 (1-0, 1-1, 0-0) | Slovaquie | Hartwall Arena 6 497 spectateurs |

| Feuille de match     | Feuille de match                                                    | Feuille de match | Feuille de match              | Feuille de match                                                                             |
| -------------------- | ------------------------------------------------------------------- | ---------------- | ----------------------------- | -------------------------------------------------------------------------------------------- |
|                      | Laouta (Mikoulovitch, Provorov) — 15 min 29 s Rykov — 29 min 12 s - | 1-0 2-0 2-1      | - Jaroš (Sukeľ) — 35 min 50 s | Arbitrage : Mikael Nord Jean-Philippe Sylvain Juges de lignes : Roman Kaderli Hannu Sormunen |
| Aleksandr Gueorguiev | Gardiens                                                            | Adam Húska       |                               | Arbitrage : Mikael Nord Jean-Philippe Sylvain Juges de lignes : Roman Kaderli Hannu Sormunen |
| 14 min               | Pénalités                                                           | 8 min            |                               | Arbitrage : Mikael Nord Jean-Philippe Sylvain Juges de lignes : Roman Kaderli Hannu Sormunen |
| 27                   | Tirs                                                                | 21               |                               | Arbitrage : Mikael Nord Jean-Philippe Sylvain Juges de lignes : Roman Kaderli Hannu Sormunen |

| 31 décembre 2015 | Finlande | 5-4 (0-0, 3-3, 2-1) | Tchéquie | Hartwall Arena 12 198 spectateurs |

| Feuille de match  | Feuille de match | Feuille de match                    | Feuille de match | Feuille de match                                                                               |
| ----------------- | --- | ----------------------------------- | --- | ---------------------------------------------------------------------------------------------- |
|                   | Puljujärvi (Aho) — 20 min 57 s - Hintz — 28 min 6 s - Kalapudas (Kapanen, Niku) — 30 min 46 s (SN) - Puljujärvi (Nättinen, Juolevi) — 50 min 10 s (SN) Laine (Juolevi, Aho) — 54 min 13 s | 1-0 1-1 1-2 2-2 2-3 3-3 3-4 4-4 5-4 | - Smejkal (Špaček, Pastrňák) — 24 min 22 s Ordoš (Voženílek, Šoustal) — 26 min 8 s - Sklenička (Mašín, Zacha) — 39 min 27 s - Špaček (Pastrňák, Smejkal) — 48 min 37 s - | Arbitrage : Andris Ansons Marc Wiegand Juges de lignes : Aleksandr Otmakhov Alexander Waldejer |
| Veini Vehviläinen | Gardiens | Vít Vaněček                         | | Arbitrage : Andris Ansons Marc Wiegand Juges de lignes : Aleksandr Otmakhov Alexander Waldejer |
| 27 min            | Pénalités | 35 min                              | | Arbitrage : Andris Ansons Marc Wiegand Juges de lignes : Aleksandr Otmakhov Alexander Waldejer |
| 8                 | Tirs | 10                                  | | Arbitrage : Andris Ansons Marc Wiegand Juges de lignes : Aleksandr Otmakhov Alexander Waldejer |

| Clt   | Équipe          | PJ | V | VP | D | DP | BP | BC | Diff | Pts |
| ----- | --------------- | -- | - | -- | - | -- | -- | -- | ---- | --- |
| +001, | Russie          | 4  | 3 | 1  | 0 | 0  | 14 | 7  | +7   | 11  |
| +002, | Finlande        | 4  | 3 | 0  | 1 | 0  | 23 | 13 | +10  | 9   |
| +003, | Tchéquie        | 4  | 2 | 0  | 1 | 1  | 12 | 10 | +2   | 7   |
| +004, | Slovaquie       | 4  | 1 | 0  | 3 | 0  | 8  | 14 | -6   | 3   |
| +005, | Biélorussie (P) | 4  | 0 | 0  | 4 | 0  | 6  | 19 | -13  | 0   |

- Qualifiés pour les quarts de finale

### Tour de relégation
| 2 janvier 2016 | Suisse | 5-1 (1-1, 2-0, 2-0) | Biélorussie | Helsingin Jäähalli 453 spectateurs |

| Feuille de match       | Feuille de match | Feuille de match        | Feuille de match                          | Feuille de match                                                                     |
| ---------------------- | --- | ----------------------- | ----------------------------------------- | ------------------------------------------------------------------------------------ |
|                        | - Rod (Kessler) — 6 min 36 s Malgin (Meier, Riat) — 35 min 36 s Riat (Malgin, Meier) — 38 min 41 s Privet (Hischier) — 51 min 5 s Meier (Suter, Malgin) — 58 min 59 s (SN) | 0-1 1-1 2-1 3-1 4-1 5-1 | Bouïnitski (Veremiov) — 1 min 59 s (SN) - | Arbitrage : Daniel Konc Vladimir Pesina Juges de lignes : Rene Jensen Hannu Sormunen |
| Joren van Pottelberghe | Gardiens | Ivan Koulbakov          |                                           | Arbitrage : Daniel Konc Vladimir Pesina Juges de lignes : Rene Jensen Hannu Sormunen |
| 8 min                  | Pénalités | 26 min                  |                                           | Arbitrage : Daniel Konc Vladimir Pesina Juges de lignes : Rene Jensen Hannu Sormunen |
| 42                     | Tirs | 21                      |                                           | Arbitrage : Daniel Konc Vladimir Pesina Juges de lignes : Rene Jensen Hannu Sormunen |

| 3 janvier 2016 | Biélorussie | 2-6 (2-3, 0-3, 0-0) | Suisse | Helsingin Jäähalli 748 spectateurs |

| Feuille de match                                              | Feuille de match                                                                                   | Feuille de match                | Feuille de match | Feuille de match                                                                       |
| ------------------------------------------------------------- | -------------------------------------------------------------------------------------------------- | ------------------------------- | --- | -------------------------------------------------------------------------------------- |
|                                                               | - Bouïnitski (Vorobeï, Bokoune) — 15 min 20 s Filippovitch (Belevitch, Patsenkine) — 16 min 44 s - | 0-1 0-2 0-3 1-3 2-3 2-4 2-5 2-6 | Suter (Meier, Malgin) — 3 min 41 s (SN) Suter (Karrer, Siegenthaler) — 3 min 50 s Suter (Rod, Malgin) — 12 min 43 s (SN) - Rod (Malgin, Kessler) — 28 min 18 s (SN) Thürkauf (Kessler, Riat) — 31 min 52 s Meyer (Thürkauf) — 35 min 21 s | Arbitrage : Alekseï Anissimov Mikael Nord Juges de lignes : Rene Jensen Hannu Sormunen |
| Vladislav Verbitski (56 min 10 s) Ivan Koulbakov (3 min 50 s) | Gardiens                                                                                           | Joren van Pottelberghe          | | Arbitrage : Alekseï Anissimov Mikael Nord Juges de lignes : Rene Jensen Hannu Sormunen |
| 16 min                                                        | Pénalités                                                                                          | 14 min                          | | Arbitrage : Alekseï Anissimov Mikael Nord Juges de lignes : Rene Jensen Hannu Sormunen |
| 23                                                            | Tirs                                                                                               | 44                              | | Arbitrage : Alekseï Anissimov Mikael Nord Juges de lignes : Rene Jensen Hannu Sormunen |

### Tour final

#### Tableau
|  | Quarts de finale                   | Quarts de finale                   |                                |                                | Demi-finales                   | Demi-finales                   |   |  | Finale                         | Finale                         |
|  | Quarts de finale                   | Quarts de finale                   |                                |                                | Demi-finales                   | Demi-finales                   |   |  | Finale                         | Finale                         |
|  |                                    |                                    |                                |                                |                                |                                |   |  |                                |                                |
|  | 2 janvier 2016, Helsingin Jäähalli | 2 janvier 2016, Helsingin Jäähalli |                                |                                | 4 janvier 2016, Hartwall Arena | 4 janvier 2016, Hartwall Arena |   |  | 5 janvier 2016, Hartwall Arena | 5 janvier 2016, Hartwall Arena |
|  | 2 janvier 2016, Helsingin Jäähalli | 2 janvier 2016, Helsingin Jäähalli |                                |                                | 4 janvier 2016, Hartwall Arena | 4 janvier 2016, Hartwall Arena |   |  | 5 janvier 2016, Hartwall Arena | 5 janvier 2016, Hartwall Arena |
|  | Suède                              | 6                                  |                                |                                | 4 janvier 2016, Hartwall Arena | 4 janvier 2016, Hartwall Arena |   |  | 5 janvier 2016, Hartwall Arena | 5 janvier 2016, Hartwall Arena |
|  | Suède                              | 6                                  |                                |                                | 4 janvier 2016, Hartwall Arena | 4 janvier 2016, Hartwall Arena |   |  | 5 janvier 2016, Hartwall Arena | 5 janvier 2016, Hartwall Arena |
|  | Slovaquie                          | 0                                  |                                |                                | 4 janvier 2016, Hartwall Arena | 4 janvier 2016, Hartwall Arena |   |  | 5 janvier 2016, Hartwall Arena | 5 janvier 2016, Hartwall Arena |
|  | Slovaquie                          | 0                                  | Suède                          | 1                              |                                |                                |   |  | 5 janvier 2016, Hartwall Arena | 5 janvier 2016, Hartwall Arena |
|  | 2 janvier 2016, Hartwall Arena     |                                    | Suède                          | 1                              |                                |                                |   |  | 5 janvier 2016, Hartwall Arena | 5 janvier 2016, Hartwall Arena |
|  |                                    | Finlande                           | 2                              |                                |                                |                                |   |  | 5 janvier 2016, Hartwall Arena | 5 janvier 2016, Hartwall Arena |
|  | Finlande                           | Finlande                           | 2                              | 6                              |                                |                                |   |  | 5 janvier 2016, Hartwall Arena | 5 janvier 2016, Hartwall Arena |
|  | Finlande                           |                                    |                                | 6                              |                                |                                |   |  | 5 janvier 2016, Hartwall Arena | 5 janvier 2016, Hartwall Arena |
|  | Canada                             | 5                                  |                                |                                |                                |                                |   |  | 5 janvier 2016, Hartwall Arena | 5 janvier 2016, Hartwall Arena |
|  | Canada                             | 5                                  | Finlande                       | 4                              |                                |                                |   |  |                                |                                |
|  | 2 janvier 2015, Hartwall Arena     |                                    | Finlande                       | 4                              |                                |                                |   |  |                                |                                |
|  |                                    | Russie                             | 3                              |                                |                                |                                |   |  |                                |                                |
|  | Russie                             | Russie                             | 3                              | 4                              |                                |                                |   |  |                                |                                |
|  | Russie                             | 4 janvier 2016, Hartwall Arena     |                                | 4                              |                                |                                |   |  |                                |                                |
|  | Danemark                           | 3                                  |                                |                                |                                |                                |   |  |                                |                                |
|  | Danemark                           | 3                                  | Russie                         | 2                              |                                |                                |   |  |                                |                                |
|  | 2 janvier 2016, Helsingin Jäähalli | 2 janvier 2016, Helsingin Jäähalli | Russie                         | 2                              | Match pour la 3e place         | Match pour la 3e place         |   |  |                                |                                |
|  | 2 janvier 2016, Helsingin Jäähalli | 2 janvier 2016, Helsingin Jäähalli |                                | États-Unis                     | Match pour la 3e place         | Match pour la 3e place         | 1 |  |                                |                                |
|  | États-Unis                         | 7                                  | 5 janvier 2016, Hartwall Arena | 5 janvier 2016, Hartwall Arena |                                |                                | 1 |  |                                |                                |
|  | États-Unis                         | 7                                  | 5 janvier 2016, Hartwall Arena | 5 janvier 2016, Hartwall Arena |                                |                                |   |  |                                |                                |
|  | Rép. tchèque                       | 0                                  |                                | Suède                          | 3                              |                                |   |  |                                |                                |
|  | Rép. tchèque                       | 0                                  |                                | Suède                          | 3                              |                                |   |  |                                |                                |
|  |                                    |                                    |                                |                                |                                |                                |   |  | États-Unis                     | 8                              |
|  |                                    |                                    |                                |                                |                                |                                |   |  | États-Unis                     | 8                              |

#### Quarts de finale
| 2 janvier 2016 | Russie | 4-3 (pr) (1-0, 0-2, 2-1, 1-0) | Danemark | Hartwall Arena 8 869 spectateurs |

| Feuille de match     | Feuille de match | Feuille de match            | Feuille de match | Feuille de match                                                                      |
| -------------------- | --- | --------------------------- | --- | ------------------------------------------------------------------------------------- |
|                      | Korchkov (Kraskovski, Rykov) — 2 min 49 s - Laouta (Dergatchiov, Dergatchiov) — 52 min 31 s - Kamenev (Laouta, Provorov) — 59 min 16 s Kamenev (Provorov, Svetlakov) — 65 min | 1-0 1-1 1-2 2-2 2-3 3-3 4-3 | - Ma. Jensen (Holmberg, Olsen) — 22 min 37 s Olsen (K. Jensen, Nielsen) — 29 min 20 s - Christensen (Krogsgaard) — 54 min 36 s - | Arbitrage : Aleksi Rantala Marc Wiegand Juges de lignes : Matjaz Hribar Roman Kaderli |
| Aleksandr Gueorguiev | Gardiens | Thomas Lillie               | | Arbitrage : Aleksi Rantala Marc Wiegand Juges de lignes : Matjaz Hribar Roman Kaderli |
| 14 min               | Pénalités | 2 min                       | | Arbitrage : Aleksi Rantala Marc Wiegand Juges de lignes : Matjaz Hribar Roman Kaderli |
| 46                   | Tirs | 21                          | | Arbitrage : Aleksi Rantala Marc Wiegand Juges de lignes : Matjaz Hribar Roman Kaderli |

| 2 janvier 2016 | Suède | 6-0 (2-0, 1-0, 3-0) | Slovaquie | Helsingin Jäähalli 3 796 spectateurs |

| Feuille de match | Feuille de match | Feuille de match        | Feuille de match | Feuille de match                                                                                        |
| ---------------- | --- | ----------------------- | ---------------- | --- |
|                  | Eriksson Ek (Forsbacka Karlsson) — 5 min 10 s Lindblom (Holmström, Kempe) — 11 min 35 s (SN) Ehn (Lööke) — 30 min 7 s Kempe (Holmström, Englund) — 43 min 43 s Lööke (Forsbacka Karlsson) — 45 min 36 s (IN) A. Nylander (Timachov, Pettersson) — 56 min 57 s | 1-0 2-0 3-0 4-0 5-0 6-0 | -                | Arbitrage : Andris Ansons Jean-Philippe Sylvain Juges de lignes : Aleksandr Otmakhov Alexander Waldejer |
| Linus Söderström | Gardiens | Adam Húska              |                  | Arbitrage : Andris Ansons Jean-Philippe Sylvain Juges de lignes : Aleksandr Otmakhov Alexander Waldejer |
| 12 min           | Pénalités | 14 min                  |                  | Arbitrage : Andris Ansons Jean-Philippe Sylvain Juges de lignes : Aleksandr Otmakhov Alexander Waldejer |
| 55               | Tirs | 17                      |                  | Arbitrage : Andris Ansons Jean-Philippe Sylvain Juges de lignes : Aleksandr Otmakhov Alexander Waldejer |

| 2 janvier 2016 | Finlande | 6-5 (1-2, 3-1, 2-2) | Canada | Hartwall Arena 13 016 spectateurs |

| Feuille de match                                             | Feuille de match | Feuille de match                            | Feuille de match | Feuille de match                                                                                  |
| ------------------------------------------------------------ | --- | ------------------------------------------- | --- | ------------------------------------------------------------------------------------------------- |
|                                                              | - Laine (Aho, Puljujärvi) — 19 min 49 s Kalapudas (Juolevi, Tuulola) — 26 min 18 s - Saarela (Puljujärvi) — 35 min 44 s (SN) Nättinen (Saarela, Juolevi) — 37 min 17 s - Aho (Puljujärvi, Laine) — 44 min 21 s - Laine (Juolevi, Aho) — 54 min 10 s (2 SN) | 0-1 0-2 1-2 2-2 2-3 3-3 4-3 4-4 5-4 5-5 6-5 | Konecny (Quenneville, Stephens) — 5 min 21 s Strome (Gauthier, Crouse) — 10 min 59 s - Crouse (Virtanen) — 27 min 20 s - Marner (Point, Sanheim) — 43 min 14 s (SN) - Marner (Point) — 45 min 57 s (SN) - | Arbitrage : Daniel Piechaczek Christopher Pitoscia Juges de lignes : Brian Oliver Henrik Pihlbald |
| Veini Vehviläinen (27 min 20 s) Kaapo Kähkönen (32 min 40 s) | Gardiens | MacKenzie Blackwood                         | | Arbitrage : Daniel Piechaczek Christopher Pitoscia Juges de lignes : Brian Oliver Henrik Pihlbald |
| 12 min                                                       | Pénalités | 18 min                                      | | Arbitrage : Daniel Piechaczek Christopher Pitoscia Juges de lignes : Brian Oliver Henrik Pihlbald |
| 29                                                           | Tirs | 34                                          | | Arbitrage : Daniel Piechaczek Christopher Pitoscia Juges de lignes : Brian Oliver Henrik Pihlbald |

| 2 janvier 2016 | États-Unis | 7-0 (2-0, 3-0, 2-0) | Tchéquie | Helsingin Jäähalli 3 113 spectateurs |

| Feuille de match | Feuille de match | Feuille de match                          | Feuille de match | Feuille de match                                                                                   |
| ---------------- | --- | ----------------------------------------- | ---------------- | -------------------------------------------------------------------------------------------------- |
|                  | Schmaltz (Boeser) — 5 min 17 s Dvorak (Carlo, Milano) — 15 min 14 s Matthews (Borgen, Tkachuk) — 24 min 15 s Matthews (Schmaltz, Werenski) — 29 min 8 s (SN) Eansor — 38 min 4 s (IN) Matthews (Schmaltz, Werenski) — 40 min 24 s (SN) DeBrincat (Donato, MacInnis) — 51 min 53 s | 1-0 2-0 3-0 4-0 5-0 6-0 7-0               | -                | Arbitrage : Stefan Fonselius Brett Iverson Juges de lignes : Nicolas Chartrand-Piché Pasi Nieminen |
| Alex Nedeljkovic | Gardiens | Vít Vaněček (20 min) Aleš Stezka (40 min) |                  | Arbitrage : Stefan Fonselius Brett Iverson Juges de lignes : Nicolas Chartrand-Piché Pasi Nieminen |
| 6 min            | Pénalités | 10 min                                    |                  | Arbitrage : Stefan Fonselius Brett Iverson Juges de lignes : Nicolas Chartrand-Piché Pasi Nieminen |
| 35               | Tirs | 28                                        |                  | Arbitrage : Stefan Fonselius Brett Iverson Juges de lignes : Nicolas Chartrand-Piché Pasi Nieminen |

#### Demi-finales
| 4 janvier 2016 | Suède | 1-2 (1-0, 0-2, 0-0) | Finlande | Hartwall Arena 13 340 spectateurs |

| Feuille de match | Feuille de match                            | Feuille de match | Feuille de match                                                                        | Feuille de match                                                                                     |
| ---------------- | ------------------------------------------- | ---------------- | --------------------------------------------------------------------------------------- | --- |
|                  | Asplund (Timachov, Larsson) — 10 min 17 s - | 1-0 1-1 1-2      | - Hintz (Ratanen, Kapanen) — 31 min 8 s Kalapudas (Rantanen, Kapanen) — 33 min 4 s (SN) | Arbitrage : Daniel Piechaczek Christopher Pitoscia Juges de lignes : Brian Oliver Aleksandr Otmakhov |
| Linus Söderström | Gardiens                                    | Kaapo Kähkönen   |                                                                                         | Arbitrage : Daniel Piechaczek Christopher Pitoscia Juges de lignes : Brian Oliver Aleksandr Otmakhov |
| 20 min           | Pénalités                                   | 6 min            |                                                                                         | Arbitrage : Daniel Piechaczek Christopher Pitoscia Juges de lignes : Brian Oliver Aleksandr Otmakhov |
| 22               | Tirs                                        | 28               |                                                                                         | Arbitrage : Daniel Piechaczek Christopher Pitoscia Juges de lignes : Brian Oliver Aleksandr Otmakhov |

| 4 janvier 2016 | Russie | 2-1 (0-1, 2-0, 0-0) | États-Unis | Hartwall Arena 11 812 spectateurs |

| Feuille de match | Feuille de match                                            | Feuille de match | Feuille de match                        | Feuille de match                                                                               |
| ---------------- | ----------------------------------------------------------- | ---------------- | --------------------------------------- | ---------------------------------------------------------------------------------------------- |
|                  | - Kraskovski (Korchkov) — 35 min 8 s Korchkov — 37 min 56 s | 0-1 1-1 2-1      | Dvorak (Milano, Werenski) — 9 min 3 s - | Arbitrage : Brett Iverson Marc Wiegand Juges de lignes : Nicolas Chartrand-Piché Pasi Nieminen |
| Ilia Samsonov    | Gardiens                                                    | Alex Nedeljkovic |                                         | Arbitrage : Brett Iverson Marc Wiegand Juges de lignes : Nicolas Chartrand-Piché Pasi Nieminen |
| 4 min            | Pénalités                                                   | 8 min            |                                         | Arbitrage : Brett Iverson Marc Wiegand Juges de lignes : Nicolas Chartrand-Piché Pasi Nieminen |
| 33               | Tirs                                                        | 27               |                                         | Arbitrage : Brett Iverson Marc Wiegand Juges de lignes : Nicolas Chartrand-Piché Pasi Nieminen |

#### Match pour la troisième place
| 5 janvier 2016 | Suède | 3-8 (2-2, 0-4, 1-2) | États-Unis | Hartwall Arena 10 899 spectateurs |

| Feuille de match | Feuille de match | Feuille de match                            | Feuille de match | Feuille de match                                                                                    |
| ---------------- | --- | ------------------------------------------- | --- | --------------------------------------------------------------------------------------------------- |
|                  | - Lagesson (Kempe) — 17 min 39 s Grundström (Eriksson, Forsbacka Karlsson) — 18 min 34 s - Holmström (Lindblom, Kempe) — 58 min 18 s | 0-1 0-2 1-2 2-2 2-3 2-4 2-5 2-6 2-7 2-8 3-8 | Bjork (Dvorak) — 11 min 59 s Tkachuk (Werenski, Schmaltz) — 15 min 32 s - Boeser (Borgen, Tkachuk) — 22 min 17 s Donato (Carlo, MacInnis) — 24 min 6 s Bjork (Milano, Dvorak) — 36 min 31 s Carlo (Schmaltz, Hitchcock) — 39 min 51 s Donato (MacInnis) — 43 min 38 s Tkachuk (Schmaltz) — 51 min 12 s - | Arbitrage : Stefan Fonselius Aleksi Rantala Juges de lignes : Nicolas Chartrand-Piché Pasi Nieminen |
| Felix Sandström  | Gardiens | Alex Nedeljkovic                            | | Arbitrage : Stefan Fonselius Aleksi Rantala Juges de lignes : Nicolas Chartrand-Piché Pasi Nieminen |
| 8 min            | Pénalités | 10 min                                      | | Arbitrage : Stefan Fonselius Aleksi Rantala Juges de lignes : Nicolas Chartrand-Piché Pasi Nieminen |
| 38               | Tirs | 29                                          | | Arbitrage : Stefan Fonselius Aleksi Rantala Juges de lignes : Nicolas Chartrand-Piché Pasi Nieminen |

#### Finale
| 5 janvier 2016 | Russie | 3-4 (pr) (1-0, 0-0, 2-3, 0-1) | Finlande | Hartwall Arena 13 479 spectateurs |

| Feuille de match     | Feuille de match | Feuille de match        | Feuille de match | Feuille de match                                                                              |
| -------------------- | --- | ----------------------- | --- | --------------------------------------------------------------------------------------------- |
|                      | Kamenev (Provorov, Lazarev) — 4 min 50 s (SN) - Svetlakov — 41 min 41 s - Svetlakov (Provorov, Rykov) — 59 min 54 s - | 1-0 1-1 2-1 2-2 2-3 3-3 | - Laine (Aho, Puljujärvi) — 40 min 24 s - Aho (Puljujärvi, Laine) — 50 min 7 s Rantanen (Saarijärvi, Kalapudas) — 57 min 51 s (SN) - Kapanen (Saarela) — 61 min 33 s | Arbitrage : Brett Iverson Christopher Pitoscia Juges de lignes : Brian Oliver Henrik Pihlbald |
| Aleksandr Gueorguiev | Gardiens | Kaapo Kähkönen          | | Arbitrage : Brett Iverson Christopher Pitoscia Juges de lignes : Brian Oliver Henrik Pihlbald |
| 40 min               | Pénalités | 4 min                   | | Arbitrage : Brett Iverson Christopher Pitoscia Juges de lignes : Brian Oliver Henrik Pihlbald |
| 25                   | Tirs | 28                      | | Arbitrage : Brett Iverson Christopher Pitoscia Juges de lignes : Brian Oliver Henrik Pihlbald |

### Classement final
| Place              | Équipe       |
| ------------------ | ------------ |
| Médaille d'or      | Finlande     |
| Médaille d'argent  | Russie       |
| Médaille de bronze | États-Unis   |
| 4                  | Suède        |
| 5                  | Rép. tchèque |
| 6                  | Canada       |
| 7                  | Slovaquie    |
| 8                  | Danemark     |
| 9                  | Suisse       |
| 10                 | Biélorussie  |

- Relégué en Division IA

### Médaillés
| Or Finlande | Sebastian Aho, Kasper Björkqvist, Roope Hintz, Kaapo Kähkönen, Antti Kalapudas, Kasperi Kapanen, Miro Keskitalo, Olli Juolevi, Patrik Laine, Emil Larmi, Juho Lammikko, Niko Mikkola, Julius Nättinen, Sami Niku, Jesse Puljujärvi, Mikko Rantanen, Sebastian Repo, Aleksi Saarela, Vili Saarijärvi, Miska Siikonen, Eetu Sopanen, Joni Tuulola, Veini Vehviläinen Entraîneur : Jukka Jalonen |

| Argent Russie | Sergueï Boïkov, Damir Charipzianov, Aleksandr Dergatchiov, Radel Fazleïev, Aleksandr Gueorguiev, Nikita Jouldikov, Vladislav Kamenev, Kirill Kaprizov, Iegor Korchkov, Andreï Kouzmenko, Pavel Kraskovski, Artour Laouta, Maksim Lazarev, Aleksandr Mikoulovitch, Aleksandr Polounine, Ivan Provorov, Iegor Rykov, Ilia Samsonov, Dmitri Sergueïev, Ievgueni Svetchnikov, Andreï Svetlakov, Maksim Tretiak, Iegor Voronkov Entraîneur : Valeri Braguine |

| Bronze États-Unis | Louis Belpedio, Anders Bjork, Brock Boeser, Will Borgen, Brandon Carlo, Alex DeBrincat, Ryan Donato, Christian Dvorak, Scott Eansor, Brandon Fortunato, Brandon Halverson, Ryan Hitchcock, Chad Krys, Ryan MacInnis, Auston Matthews, Charlie McAvoy Jr, Sonny Milano, Alex Nedeljkovic, Nick Schmaltz, Matthew Tkachuk, Zach Werenski, Colin White. Entraîneur : Ron Wilson |

### Récompenses individuelles

#### MVP et équipe type
Meilleur joueur,
- Jesse Puljujärvi,  Finlande

| Position       | Joueur           | Équipe     |
| -------------- | ---------------- | ---------- |
| Gardien de but | Linus Söderström | Suède      |
| Défenseur      | Olli Juolevi     | Finlande   |
| Défenseur      | Zach Werenski    | États-Unis |
| Attaquant      | Jesse Puljujärvi | Finlande   |
| Attaquant      | Patrik Laine     | Finlande   |
| Attaquant      | Auston Matthews  | États-Unis |

Meilleurs joueurs de l'IIHF,
- Gardien de but : Linus Söderström,  Suède
- Défenseur : Zach Werenski,  États-Unis
- Attaquant : Jesse Puljujärvi,  Finlande

#### Meilleurs pointeurs
| Rang | Joueur             | Pays       | PJ | B | A  | Pts | +/− | Pun |
| ---- | ------------------ | ---------- | -- | - | -- | --- | --- | --- |
| 1    | Jesse Puljujärvi   | Finlande   | 7  | 5 | 12 | 17  | +8  | 0   |
| 2    | Sebastian Aho      | Finlande   | 7  | 5 | 9  | 14  | +9  | 4   |
| 3    | Patrik Laine       | Finlande   | 7  | 7 | 6  | 13  | +8  | 6   |
| 4    | Auston Matthews    | États-Unis | 7  | 7 | 4  | 11  | +6  | 2   |
| 5    | Matthew Tkachuk    | États-Unis | 7  | 4 | 7  | 11  | +7  | 6   |
| 6    | Alexander Nylander | Suède      | 7  | 4 | 5  | 9   | +5  | 0   |
| 7    | Zach Werenski      | États-Unis | 7  | 2 | 7  | 9   | +10 | 4   |
| 8    | Denis Malgin       | Suisse     | 6  | 1 | 8  | 9   | -1  | 6   |
| 9    | Olli Juolevi       | Finlande   | 6  | 0 | 9  | 9   | +5  | 4   |
| 10   | Christian Dvorak   | États-Unis | 7  | 3 | 5  | 8   | +8  | 0   |

#### Meilleurs gardiens
| Rang | Joueur                 | Pays        | Min          | BC | Moy  | %Arr  | Bl |
| ---- | ---------------------- | ----------- | ------------ | -- | ---- | ----- | -- |
| 1    | Linus Söderström       | Suède       | 295 min 28 s | 7  | 1,42 | 94,70 | 2  |
| 2    | Alex Nedeljkovic       | États-Unis  | 325 min 52 s | 9  | 1,66 | 94,27 | 1  |
| 3    | Thomas Lillie          | Danemark    | 185 min 0 s  | 10 | 3,24 | 91,45 | 0  |
| 4    | Kaapo Kähkönen         | Finlande    | 214 min 13 s | 7  | 2,52 | 90,91 | 0  |
| 5    | Adam Húska             | Slovaquie   | 292 min 30 s | 19 | 3,90 | 89,89 | 0  |
| 6    | Aleksandr Gueorguiev   | Russie      | 309 min 46 s | 13 | 2,52 | 89,84 | 0  |
| 7    | Joren van Pottelberghe | Suisse      | 285 min 18 s | 15 | 3,15 | 88,72 | 0  |
| 8    | Ivan Koulbakov         | Biélorussie | 222 min 52 s | 18 | 4,85 | 88,24 | 0  |
| 9    | Vít Vaněček            | Tchéquie    | 263 min 35 s | 12 | 2,73 | 88,12 | 1  |
| 10   | MacKenzie Blackwood    | Canada      | 182 min 30 s | 12 | 3,95 | 85,88 | 0  |

Nota : seuls sont classés les gardiens ayant joué au minimum 40 % du temps de jeu de leur équipe.

## Division IA
| Clt   | Équipe         | PJ | V | VP | D | DP | BP | BC | Diff | Pts |
| ----- | -------------- | -- | - | -- | - | -- | -- | -- | ---- | --- |
| +001, | Lettonie       | 5  | 4 | 1  | 0 | 0  | 20 | 7  | +13  | 14  |
| +002, | Autriche       | 5  | 3 | 0  | 2 | 0  | 18 | 18 | 0    | 9   |
| +003, | Kazakhstan (P) | 5  | 2 | 1  | 2 | 0  | 21 | 13 | +8   | 8   |
| +004, | Norvège        | 5  | 1 | 1  | 1 | 2  | 21 | 14 | +7   | 7   |
| +005, | Allemagne (R)  | 5  | 2 | 0  | 2 | 1  | 10 | 14 | -4   | 7   |
| +006, | Italie         | 5  | 0 | 0  | 5 | 0  | 5  | 29 | -24  | 0   |

- Promu en Division Élite en 2017
- Relégué en Division IB en 2017

## Division IB
| Clt   | Équipe              | PJ | V | VP | D | DP | BP | BC | Diff | Pts |
| ----- | ------------------- | -- | - | -- | - | -- | -- | -- | ---- | --- |
| +001, | France              | 4  | 2 | 1  | 1 | 0  | 17 | 9  | +8   | 8   |
| +002, | Pologne             | 4  | 2 | 1  | 1 | 0  | 15 | 10 | +5   | 8   |
| +003, | Grande-Bretagne (P) | 4  | 2 | 1  | 1 | 0  | 13 | 16 | -3   | 8   |
| +004, | Ukraine             | 4  | 1 | 0  | 1 | 2  | 9  | 10 | -1   | 5   |
| +005, | Slovénie (R)        | 4  | 0 | 0  | 3 | 1  | 6  | 15 | -9   | 1   |
| +006, | Japon               | 0  | 0 | 0  | 0 | 0  | 0  | 0  | 0    | 0   |

- Promu en Division IA en 2017
- Relégué en Division IIA en 2017

## Division IIA
| Clt   | Équipe       | PJ | V | VP | D | DP | BP | BC | Diff | Pts |
| ----- | ------------ | -- | - | -- | - | -- | -- | -- | ---- | --- |
| +001, | Hongrie (R)  | 5  | 5 | 0  | 0 | 0  | 36 | 9  | +27  | 15  |
| +002, | Lituanie     | 5  | 3 | 1  | 1 | 0  | 18 | 16 | +2   | 11  |
| +003, | Estonie      | 5  | 3 | 0  | 2 | 0  | 27 | 26 | +1   | 9   |
| +004, | Croatie (P)  | 5  | 2 | 0  | 3 | 0  | 13 | 21 | -8   | 6   |
| +005, | Pays-Bas     | 5  | 0 | 1  | 4 | 0  | 14 | 23 | -9   | 2   |
| +006, | Corée du Sud | 5  | 0 | 0  | 3 | 2  | 15 | 28 | -13  | 2   |

- Promu en Division IB en 2017
- Relégué en Division IIB en 2017

## Division IIB
| Clt   | Équipe       | PJ | V | VP | D | DP | BP | BC | Diff | Pts |
| ----- | ------------ | -- | - | -- | - | -- | -- | -- | ---- | --- |
| +001, | Roumanie (R) | 5  | 4 | 1  | 0 | 0  | 37 | 14 | +23  | 14  |
| +002, | Espagne      | 5  | 4 | 0  | 1 | 0  | 34 | 12 | +22  | 12  |
| +003, | Serbie       | 5  | 3 | 0  | 1 | 1  | 34 | 9  | +25  | 10  |
| +004, | Belgique     | 5  | 2 | 0  | 3 | 0  | 14 | 21 | -7   | 6   |
| +005, | Australie    | 5  | 1 | 0  | 4 | 0  | 11 | 35 | -24  | 3   |
| +006, | Chine (P)    | 5  | 0 | 0  | 5 | 0  | 6  | 45 | -39  | 0   |

- Promu en Division IIA en 2017
- Relégué en Division III en 2017

## Division III
| Clt   | Équipe           | PJ | V | VP | D | DP | BP | BC | Diff | Pts |
| ----- | ---------------- | -- | - | -- | - | -- | -- | -- | ---- | --- |
| +001, | Mexique          | 6  | 5 | 0  | 1 | 0  | 24 | 14 | +10  | 15  |
| +002, | Bulgarie         | 6  | 4 | 0  | 2 | 0  | 18 | 13 | +5   | 12  |
| +003, | Nouvelle-Zélande | 6  | 4 | 0  | 2 | 0  | 29 | 16 | +13  | 12  |
| +004, | Israël           | 6  | 3 | 0  | 2 | 1  | 39 | 23 | +16  | 10  |
| +005, | Islande (R)      | 6  | 2 | 1  | 3 | 0  | 24 | 21 | +3   | 8   |
| +006, | Turquie          | 6  | 2 | 0  | 4 | 0  | 20 | 15 | +5   | 6   |
| +007, | Afrique du Sud   | 6  | 0 | 0  | 6 | 0  | 7  | 59 | -52  | 0   |

- Promu en Division IIB en 2017